# 人文学部
人文学部（じんぶんがくぶ）は、人文科学（人文学）の教育・研究を行う学部である。

## 人文学部を持つ日本の大学

### 国公立
- 信州大学
- 富山大学
- 新潟大学
- 三重大学
- 宮崎公立大学
- 山口大学

以上のほかに、旧制高等学校を起源とする学部として、弘前大学、山形大学、茨城大学、静岡大学、高知大学にも人文学部がかつて存在したが、改組によって名称の変更があった。これら各大学の名称変更の経緯については各大学ホームページの大学沿革に詳しい。東京大学では2016年の改組を受け、2018年入学者より文学部のすべての専修課程が「人文学科」に統括された（例：東京大学文学部人文学科哲学専修）。

### 私立
- 愛知文教大学
- 相愛大学
- 桜花学園大学
- 沖縄キリスト教学院大学
- 沖縄大学
- 岐阜聖徳学園大学（2025年～）
- 九州ルーテル学院大学
- 京都精華大学
- 恵泉女学園大学
- 敬和学園大学
- 神戸学院大学
- 神戸山手大学
- 駒沢女子大学
- 札幌学院大学
- 札幌国際大学
- 至学館大学
- 城西国際大学
- 聖学院大学
- 聖徳大学
- 西南女学院大学
- 聖和大学
- 中部大学
- 帝塚山大学
- 天理大学
- 東海大学
- 東海学園大学
- 東京家政大学
- 東京家政学院大学
- 東京成徳大学
- 東洋学園大学
- 長崎純心大学
- 南山大学
- 新潟産業大学
- 就実大学
- 広島修道大学
- 福岡女学院大学
- 福岡大学
- 福山大学
- 北海学園大学
- 松山東雲女子大学
- 松山大学
- 明星大学
- 武蔵大学
- 目白大学
- 和洋女子大学

東海大学文明研究所や舞鶴工業高等専門学校には人文科学部門がある。

### 同様の学部
- 法文学部 - 広義の人文学を修める学部として
- 文学部 - 狭義の人文学を修める学部として

### 類似の学部
- 文理学部
- 文教育学部
- 人文社会学部

## キャリアと雇用

### 日本
大学通信オンラインによる547大学を対象にした学部別集計においては、2017年の「文・人文・外国語」 区分の就職率が85.0%であり、資格取得を主としない学部では最も実就職率が低かったが、これは一般的な就活にこだわらず自らの学びたい分野の学問に邁進する学生が一定層いることが一因であるとしている。